# Eperua grandiflora
Eperua grandiflora là một loài thực vật có hoa trong họ Đậu. Loài này được (Aubl.) Benth. miêu tả khoa học đầu tiên.